# Never Say Never (canción de Triumph)
«Never Say Never» —en castellano: «Nunca digas nunca»— es una canción de hard rock grabada e interpretada por la banda canadiense Triumph.  Fue escrita por Rik Emmett, Gil Moore y Mike Levine. Aparece originalmente como la tercera pista del álbum Surveillance, lanzado al mercado en 1987 por MCA Records.

## Lanzamiento y recibimiento
La melodía fue publicada como el tercer sencillo de Surveillance que, a diferencia del disco y los dos últimos sencillos de Triumph, se lanzó en 1988.  En la cara B del vinilo se numeró el tema «Headed for Nowhere» —traducido del inglés: «Con rumbo a ninguna parte»—, compuesto por los miembros del trío canadiense.
Al contrario de lo ocurrido con los sencillos antecesores de la agrupación, «Never Say Never» pasó desapercibido y no logró entrar en los listados de éxitos.

## Crítica
Allmusic, en la reseña realizada a Surveillance, describe a «Never Say Never» y a «Headed for Nowhere» como «repetitivas», pues menciona que «tienen unas letras muy parecidas a temas anteriores».  Sin embargo, también comentó que «ambos temas lograron salir avantes debido a los ‹pegajosos y carnívoros› riffs de Rik Emmett y su pasión renacida».

## Versión de promoción
En el mismo año del lanzamiento comercial de «Never Say Never», MCA Records publicó una edición promocional del mismo, sólo que en formato de vinilo de doce pulgadas.  En esta versión, el tema principal se encontraba en ambos lados del disco gramofónico, la diferencia que existía entre dichas caras era la duración de las canciones.

## Lista de canciones

### Edición comercial de siete pulgadas
Todos los temas fueron compuestos por Triumph.

| Lado A |                   |               |          |  |
| N.º    | Título            | Voz principal | Duración |  |
| 1.     | «Never Say Never» | Rik Emmett    | 3:18     |  |

| Lado B |                      |               |          |  |
| N.º    | Título               | Voz principal | Duración |  |
| 2.     | «Headed for Nowhere» | Gil Moore     | 5:54     |  |
| 9:12   |                      |               |          |  |

### Versión promocional de doce pulgadas
| Lado A |                                 |               |          |  |
| N.º    | Título                          | Voz principal | Duración |  |
| 1.     | «Never Say Never» (versión AOR) | Rik Emmett    | 3:34     |  |

| Lado A |                                 |               |          |  |
| N.º    | Título                          | Voz principal | Duración |  |
| 2.     | «Never Say Never» (versión CHR) | Rik Emmett    | 3:18     |  |
| 6:52   |                                 |               |          |  |

## Créditos

### Triumph
- Rik Emmett — voz principal (en la canción «Never Say Never»), guitarra y coros.
- Gil Moore — voz principal (en la canción «Headed for Nowhere»), batería y coros.
- Mike Levine — bajo, teclados y coros.

### Músico adicional
- Steve Morse — guitarra (en la canción «Headed for Nowhere»).

### Personal de producción
- Triumph — productor.
- Thom Trumbo — productor.
- David Cole — remezclador.